# Turk (rapper)
Turk, pseudonimo di Tab Virgil Jr. (New Orleans, 8 febbraio 1981), è un rapper statunitense.

## Biografia
Young & Thuggin', primo album in studio (2001), ha raggiunto la top ten della Billboard 200, posizionandosi al 9º posto. Raw & Uncut (2003), invece, si è fermato in 193ª posizione.

## Discografia

### Album in studio
- 2001 – Young & Thuggin'
- 2003 – Raw & Uncut
- 2004 – Penitentiary Chances
- 2005 – Still a Hot Boy
- 2006 – Convicted Felons

### Mixtape
- 2013 – Louisianimalz
- 2014 – Get Money Stay Real

### Singoli
- 2013 – It's Hot
- 2015 – Bleu